# Ramón Pichs Madruga
Ramón de la Concepción Pichs Madruga (nació el 7 de diciembre de 1962 en la ciudad de Cienfuegos, Cuba). Economista, es uno de los más eminentes expertos cubanos en temas de energía y medio ambiente. Copresidente del Grupo de Trabajo III del Panel Intergubernamental de Expertos en Cambio Climático (IPCC) entre 2008 y 2015. Actualmente se desempeña como director del Centro de Investigaciones de la Economía Mundial.

## Formación
Sus estudios universitarios transcurrieron en la Universidad de La Habana, donde obtuvo el título de licenciado en Economía del Comercio Exterior en 1985. Realizó un máster en Ciencias Sociales en la Universidad de Lund, Suecia, graduándose en 1991 y con posterioridad obtuvo el título de doctor en Economía por la Universidad Nacional Autónoma de México (UNAM) en 1998.

## Actividad profesional
El Dr. Ramón Pichs Madruga comenzó su actividad profesional como investigador en el Centro de Investigaciones de la Economía Mundial (CIEM) en 1986 y entre 1998 y 1999 se desempeñó como jefe de departamento de Países Subdesarrollados. En 1999 fue promovido como subdirector general, cargo en el que se desempeñó hasta 2013, cuando es nombrado director de dicha institución académica.
Desde 1997 es integrante del Buró del Panel Intergubernamental de Naciones Unidas sobre el Cambio Climático (IPCC), copresidente (para el período 2008-2015) del Grupo de Trabajo III de esa institución que obtuvo el Premio Nobel de la Paz en 2007 y miembro del Comité Científico Asesor del Instituto Interamericano para la investigación sobre los cambios globales (IAI). Fue coordinador del Capítulo de Escenarios Socioeconómicos y Ambientales para América Latina y el Caribe, en el proyecto GEO-4 del Programa de Naciones Unidas para el Medio Ambiente (PNUMA) (2004-2008).
Actualmente es miembro de la Academia de Ciencias de Cuba (ACC).

## Publicaciones
Ha publicado una extensa cantidad de artículos científicos, así como contribuciones en los documentos del IPCC. Entre sus libros se encuentran:
- Petróleo en el mundo actual, CIEM, 1993.
- Desarrollo sostenible: un reto global, Editorial de Ciencias Sociales, 2004.
- Economía mundial, energía y medio ambiente, Editorial de Ciencias Sociales, 2004.
- Cambio Climático, globalización y subdesarrollo, Editorial Científico-Técnica, 2008.
- Recursos naturales, economía mundial y crisis ambiental, Ruth Casa Editorial, 2012.

## Reconocimientos
- Laureado por la Academia de Ciencias de Cuba (Sección de Servicios Sociales Ciencias) por su participación en proyectos de investigación relevantes (1986-1990, 1992, 1998, 2000).
- Medalla al Mérito Universitario "Alfonso Caso" de la Universidad Nacional Autónoma de México (2004).
- Orden "Carlos J. Finlay", otorgada por el Consejo de Estado de la República de Cuba (2010).